# Kirenszki járás

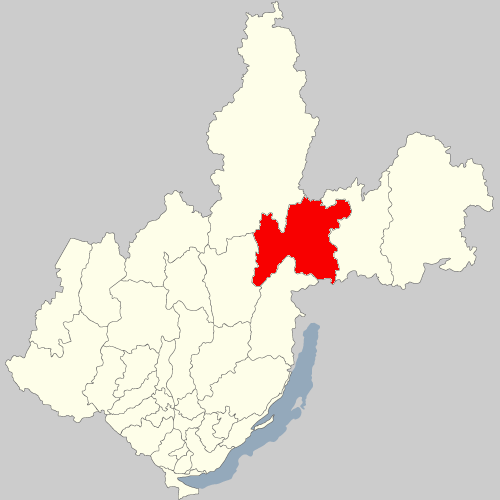
A Kirenszki járás az Irkutszki területen

A Kirenszki járás (oroszul Ки́ренский райо́н) Oroszország egyik járása az Irkutszki területen. Székhelye Kirenszk.

## Népesség
- 1989-ben 29 280 lakosa volt.
- 2002-ben 23 830 lakosa volt.
- 2010-ben 20 322 lakosa volt, melyből 19 641 orosz, 181 ukrán stb.